# Stenoma heteroxantha
Stenoma heteroxantha es una especie de polilla del género Stenoma, orden Lepidoptera.
Fue descrita científicamente por Meyrick ens 1931.

## Distribución
Se distribuye por Paraguay.